# Ericus Johannis (präst)
Ericus Johannis, död 31 augusti 1623 i Hällestads församling, var en svensk präst.

## Biografi
Ericus Johannis blev 1606 kyrkoherde i Hällestads församling. Han avled 1623 i Hällestads församling.
Johannis var gift med Margareta Prytz (död 1637). Hon var dotter till kyrkoherden Johannes Prytz och Margareta Pedersdotter i S:t Laurentii församling, Söderköping. Efter Johannis död gifte Margareta Prytz om sig med kyrkoherden Matthias Hendrici i Hällestads församling och kyrkoherden Botvidus Risingius i Hällestads församling.